# Pole pszenicy z cyprysami
Pole pszenicy z cyprysami (hol. Korenveld met cypres, ang. Wheat Field with Cypresses) – to tytuł trzech niemal identycznych obrazów olejnych namalowanych przez holenderskiego artystę Vincenta van Gogha w 1889.
- Pierwsza z tych wersji znajduje się w Metropolitan Museum of Art w Nowym Jorku[1][2] (Nr kat.: F 717, JH 1756),
- druga w National Gallery w Londynie[3] (Nr kat.: F 615, JH 1755),
- natomiast trzecia w kolekcji prywatnej Collection Niarchos[4] (Nr kat.: F 743, JH 1790).

Tematem obrazów jest pole dojrzewającej pszenicy z cyprysami po prawej stronie.
Wstępem do namalowania wymienionej serii obrazów stał się sporządzony w czerwcu 1889 rysunek pod tym samym tytułem (czarna kreda i pióro). Znajduje się on w Muzeum Vincenta van Gogha (Nr kat.: F 1538, JH 1757).
Obrazy powstały podczas pobytu Van Gogha w szpitalu psychiatrycznym w Saint-Rémy-de-Provence, na rok przed jego samobójczą śmiercią w 1890 roku. Artysta znajdował się wówczas w złym stanie psychicznym, spowodowanym chorobą psychiczną i brakiem zrozumienia dla jego twórczości. Walcząc z depresją całkowicie poświęcił się malowaniu, tworząc m.in. Irysy oraz serię obrazów przedstawiających cyprysy.

## Opis obrazu
Artysta przedstawił pole dojrzewającej pszenicy z kępą cyprysów po prawej stronie. Układ barwnych plam jest poziomy, na pierwszym planie dominuje kolor żółtozłoty, w głębi przenikające się jasne odcienie zieleni i błękitu zostały wykorzystane dla przedstawienia krzewów, skał na horyzoncie i partii nieba. Jedynie zielone cyprysy wijąc się wystrzeliwują na kształt płomienia do góry, całość zdaje się falować i drgać na wietrze w niespokojnym rytmie.
Van Gogh stosował długie i skręcone pociągnięcia pędzla, dzięki którym uzyskał efekt drżenia i wibracji barw. Farba kładziona jest grubymi, ale wąskimi impastami, których wypukłości wyraźnie widoczne są na powierzchni płótna. Charakterystyczny jest dobór kolorów, obok siebie sąsiadują barwy dopełniające, które połączone ze sobą w równych proporcjach dają barwę szarą lub czarną, np. żółć i fiolet.

## Interpretacje
Technika użyta przez artystę i traktowanie koloru jako środka wyrażania uczuć wiąże się ze stanem psychicznym artysty. Rozedrgana kompozycja oddaje sprzeczne emocje targające jego wnętrzem, od lęku przed nawrotem choroby, do nadziei na wyzdrowienie.
Fascynacja cyprysami pojawiła się u malarza w czasie pobytu w szpitalu, wzmiankuje o niej w liście do brata Theo:
Cyprysy stale przyciągają moją uwagę. Chciałbym zrobić z nich to, co uczyniłem ze słonecznikami. Dziwi mnie bowiem, że nikt nie malował jeszcze cyprysów tak, jak ja je widzę.
Być może falujące i rozedrgane na wietrze cyprysy kojarzyły mu się z doznaniami, jakie miał podczas nawrotów choroby, w czasie epileptycznych napadów drgawek. Cyprys jest też symbolem żałoby, smutku i rozpaczy, od starożytności sadzony był na grobach, a jego gałęzi używano na pogrzebach. Według wierzeń Greków, korzenie rośliny mogły odebrać zdrowe zmysły osobom śpiącym pod krzewem. Z drugiej strony cyprys jest także symbolem nieśmiertelności.
Dominujący na pierwszym planie obrazu kolor żółty jest charakterystyczny dla wielu dzieł van Gogha, przykładem może być znany cykl Słoneczników. Według opinii Paula Wolfa, amerykańskiego patologa z Uniwersytetu w San Diego uznawany za chorego na epilepsję malarz był leczony odwarem z naparstnicy. Składniki tej rośliny mają wpływ na siatkówkę oka i pod ich wpływem artysta widział wszystko w żółtej poświacie. Również tujon, składnik nadużywanego przez van Gogha absyntu mógł mieć pewien wpływ na postrzeganie przez niego rzeczywistości. Do tego może dojść zatrucie terpenami, aby lepiej zasnąć artysta często nasączał poduszkę kamforą, oraz powikłania kiły.

## Pole pszenicy z cyprysamina liście najdroższych obrazów świata
Wersja I obrazu (Pole pszenicy z cyprysami w Haute Galline w pobliżu Eygalieres) znalazła się na pozycji 14. listy najdroższych obrazów świata. W 1993 obraz został nabyty przez fundację The Annenberg Foundation Gift założoną przez filantropa i dyplomatę Waltera Annenberga za cenę 57 mln dolarów USA (w listopadzie 2008 po przeliczeniu: 85,1 mln) i był jej własnością aż do śmierci założyciela w 2002. Po jego śmierci obraz został podarowany The Metropolitan Museum of Art.